# Alfabetul chirilic
Alfabetul chirilic (pronunție românească: /cɪrɪlik/; кирилица, кириллица: chirilița, sau ћирилица cirilița), zis Azbuche (aзбука azbuka) după denumirea tradițională a primelor două litere (az și buche).
Alfabetul chirilic primitiv a fost dezvoltat în secolul al IX-lea, în primul Imperiu Bulgar, sub țarul Simeon I.
Este adesea atribuit în mod eronat fraților Chiril și Metodiu, care au dezvoltat scrierea glagolitică (un predecesor al alfabetului Chirilic) pe baza unei variante a alfabetului grecesc.
Alfabetul chirilic a fost folosit la scrierea textelor redactate în limba slavă veche (paleoslavă), începând din secolul al IX-lea, apoi în medioslavă, precum și în limba română, începând din secolul al XVI-lea până în secolul al XIX-lea. Are 43 de semne slave, din care 27 au și valoare numerică (slavo-cifre). 
Începuturile literaturii slavilor ortodocși sunt legate de numele a doi greci, frații Chiril (827-869) și Metodiu (d. în 885). Originea lor din Salonic a dat naștere la ipoteza că acești apostoli ai slavonismului "ar fi putut" să se tragă din românii macedoneni. Ei și-au consacrat viața misionariatului de evanghelizare a popoarelor slave (convertirea la creștinism). Chiril și Metodiu au conceput în acest scop alfabetul slavonesc, supranumit chiliric, pe care l-au folosit și românii până în secolul al XIX-lea.
Unii învățați consideră că de fapt Chiril și Metodiu au creat alt sistem, alfabetul glagolitic (urmele lui se găsesc și în Psaltirea Scheiană și în Codicele Voronețean), și că abia continuatorii misionariatului lor au fost cei care au inventat în secolul al X-lea alfabetul chirilic. Slava veche (slavona sau paleoslava) a devenit limba de redactare a textelor bisericești (traducere a scrierilor religioase grecești) și s-a răspândit la popoarele slave ortodoxe, ca dialect slav cult, și la români, ca limbă (străină) liturgică și de cancelarie (în administrația de stat). Inițial, bulgarii și slavii de sud aveau ca limbă oficială, limba greacă.
Despre epoca și formele adoptării alfabetului chirilic în scrierea limbii române, au existat multe păreri contradictorii. Potrivit unora, limba slavonă și caracterele chirilice au înlocuit limba latină și alfabetul latin în Biserica românească în secolul al X-lea și s-au consolidat în secolele următoare, ca urmare a impunerii acestora de către Imperiul Bulgar și ca reacție la propaganda catolică. 
Însă Dimitrie Cantemir, în Descriptio Moldaviae (redactată în 1716 în latină), afirma că s-a scris cu litere latine până la Conciliul de la Florența (1432), adică timp de 400 de ani după schisma din 1054. Domnitorul Alexandru cel Bun, sfătuit de mitropolitul său, ar fi poruncit arderea cărților și textelor cu caractere latine, și înlocuirea cu alfabetul chirilic și slavona, cu scopul de a împiedica răspândirea catolicismului în principatul Moldova. Mihail Kogălniceanu a susținut aceeași teză (în revista Alăuta românească, 1838).
Cărțile bisericești răspândite la români, începând cu secolele X-XV, au fost scrise în paleoslava în care au scris Chiril și Metodiu, iar grafia a rămas aproape neschimbată timp de mai multe secole. Redactarea a ținut cont de regulile stabilite prin reforma patriarhului de Târnovo, Eftimie, un cărturar de seamă din secolul al XIV-lea.
În 1860, în timpul domniei lui Alexandru Ioan Cuza, în scrierea limbii române a avut loc adoptarea oficială a alfabetului latin în locul celui chirilic (după o perioadă de tranziție care a durat câteva decenii).
| Literele alfabetului chirilic           | Literele alfabetului chirilic | Literele alfabetului chirilic | Literele alfabetului chirilic | Literele alfabetului chirilic | Literele alfabetului chirilic | Literele alfabetului chirilic | Literele alfabetului chirilic | Literele alfabetului chirilic | Literele alfabetului chirilic | Literele alfabetului chirilic | Literele alfabetului chirilic |
| --------------------------------------- | ----------------------------- | ----------------------------- | ----------------------------- | ----------------------------- | ----------------------------- | ----------------------------- | ----------------------------- | ----------------------------- | ----------------------------- | ----------------------------- | ----------------------------- |
| А A                                     | Б Be                          | В Ve                          | Г Ghe                         | Ґ Ghe răsucit                 | Д De                          | Ђ Dje                         | Ѓ Gje                         | Е Ie                          | Ѐ le                          | Ё Io                          |                               |
| Є Ie ucrainean                          | Ж Je                          | З Ze                          | З́ Zje                         | Ѕ Dze                         | И I                           | І I decimal                   | Ї Ii                          | Й I scurt                     | Ј Je                          | К Ka                          |                               |
| Л El                                    | Љ Lje                         | М Em                          | Н En                          | Њ Nje                         | О O                           | П Pe                          | Р Er                          | С Es                          | С́ Sje                         | Т Te                          |                               |
| Ћ Ce                                    | Ќ Kje                         | У U                           | Ў U scurt                     | Ф Ef                          | Х Ha                          | Ц Țe                          | Ч Ce                          | Џ Ge                          | Ш Șa                          | Щ Șt/Șci                      |                               |
|                                         |                               | Ъ Ă                           | Ы Î/Â                         | Ь semn moale                  | Ѣ Iat                         | Э Ă rusesc                    | Ю Iu                          | Я Ia                          |                               |                               |                               |
| Litere chirilice non-slave              |                               |                               |                               |                               |                               |                               |                               |                               |                               |                               |                               |
| Ӏ Palocica                              | Ә Șva                         | Ғ Ghein                       | Ӂ Ge moldovenesc              | Ҙ Dhe                         | Ҡ Qa bașkiric                 | Қ Qaf                         | Ң Ng                          | Ө Oe                          | Ү Ue                          | Ұ U scurt kazah               |                               |
| Ҵ Te Țe                                 | Җ Je scurt                    | Ҕ Ghe abhaz                   | Ӡ Dze abhaz                   | Ҩ Kha abhaz                   | Ҧ Pe abhaz                    | Һ Șha                         | Ҳ Ha cu descendent            | Ҷ Ce cu descendent            | Ҫ The                         | Ҍ semn semimoale              |                               |
|                                         |                               | Ӷ Ghe cu descendent           | Ԥ Pe cu descendent            | Ԛ Qa                          | Ԝ We                          | Ӕ Ae                          | Ҽ Ce abhaz                    |                               |                               |                               |                               |
| Litere arhaice ale alfabetului chirilic |                               |                               |                               |                               |                               |                               |                               |                               |                               |                               |                               |
| Ꙗ A iotifiat                            | Ѥ E iotifiat                  | Ѧ Ius mic                     | Ѫ Ius mare                    | Ѩ Ius iotifiat                | Ѭ Ius iotifiat mare           | Ѯ Xi                          | Ѱ Psi                         | Ѳ Fita                        | Ѵ Ijița                       | Ѷ Ijița okovî                 |                               |
| Ꚏ Țwe                                   | Ꚗ Șwe                         | Ҁ Koppa                       | Ѹ Uk                          | Ѡ Omega                       | Ѿ Ot                          | Ꙟ În                          | Ԭ Dce                         | Ꙑ Î/Â                         | ꙮ O multioculară              | Ԁ De komi                     |                               |
| Ԃ Dje komi                              | Ԋ Nje komi                    | Ԍ Sje komi                    | Ԉ Lje komi                    | Ꚍ Twe                         | Ꚓ Tce                         | Ԙ Iae                         | Ԫ Dzje                        | Ꚅ Jwe                         | Ꚃ Dzwe                        | Ꚉ Dzze                        |                               |
| Ꚇ Cce                                   | Ԏ Tje komi                    | Ꙉ Djerv                       | Ꙏ Ier neutru                  | Ꚕ Hwe                         | Ꚑ Țse                         | Ԅ Zje komi                    | Ԇ Dzje komi                   | Ԕ Lha                         | Ԗ Rha                         | Ꚁ Dwe                         |                               |
|                                         |                               | Ꙇ Iota                        | Ꙩ O monoculară                | Ѻ O larg                      | Ꙫ O binoculară                | Ꙭ O monoculară dublă          | Ꚙ O dublă                     | Ꚛ O încrucișată               |                               |                               |                               |

## Caractere cursive
La fel ca în cazul alfabetului latin, diverse litere chirilice cursive și de mână diferă de versiunile de tipar (majuscule și minuscule). Uneori nu coincid deloc: spre exemplu, litera m reprezintă un T mic italic în loc de M (întrucât litera cursivă m este continuatoarea unei alte majuscule T (care arată ca un E răsturnat) ieșită din uz în epoca modernă).

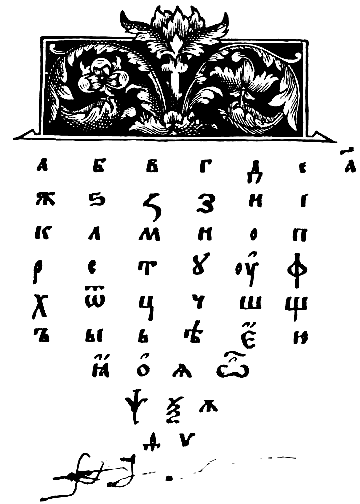
O pagină din Azbuka, prima carte rusă scrisă cu alfabetul chirilic

| а | б | в | г | ґ | д | е | ё | ж | ӂ | з | і | и | й | ј | к | л | м | н | о | п | р | с | т | у | ў | ф | х | ц | ч | ш | щ | ъ | ы | ь | э | ю | я |
| а | б | в | г | ґ | д | е | ё | ж | ӂ | з | і | и | й | ј | к | л | м | н | о | п | р | с | т | у | ў | ф | х | ц | ч | ш | щ | ъ | ы | ь | э | ю | я |

## Limbi care folosesc alfabetul chirilic
- Limbi slave
  - Limba rusă, Limba ucraineană, Limba bielorusă, Limba bulgară, Limba sârbă, Limba macedoneană, Limba slavonă, Limba slavă veche, Limba interslavă, Slovio
- Limbi romanice
  - Limba română, acum scrisă cu alfabet latin („moldovenească” în regiunea moldovenească Transnistria)
- Limbi turcice
  - Limba kazahă, Limba bașchiră, Limba kîrgîză, Limba uigură, Limba tătară (în Rusia)
- Limbi fino-ugrice
  - Limba mari (ceremisa), Limba komi, Limba mordvină (erzia și mokșa), Limba udmurtă
- Limbi caucaziene
  - Limba abhază, Limba cecenă, Limba ingușă, Limba avară, Limba adîgă, Limba cabardino-cercheză
- Limbi iraniene
  - Limba tadjică (varietate de limbă persană sau farsi), Limba osetă
- Limbi mongole
  - Limba mongolă, Limba calmîcă, Limba buriată
- Limbi sino-tibetane
  - Limba dungană
- Limbi siberiene
  - Limba ciukcen (din regiunea rusă Ciukotka)

### Utilizări în trecut
- Limba română
  - în Principatele Unite ale Moldovei și Țării Românești (până în 1860)
  - în Republica Sovietică Socialistă Moldovenească („limba moldovenească”, până în 1991)
  - în Transnistria („limba moldovenească”, până azi)
- Limbi slave                                                                      . Limba muntenegreană (până în 2009)
  - Limba slavă veche (până în secolul al XII-lea)
  - Limba slavonă (slavona bisericească, până azi la Biserica Ortodoxă și biserici greco-catolice)
- Limbi turcice
  - Limba azeră (până în 1991)
  - Limba turkmenă (până în 1991)
  - Limba uzbecă (până în 1992)